# 올림픽 요르단 선수단
요르단은 1980년 모스크바 올림픽에 처음 참가한 이래 하계 올림픽의 매 대회에 출전하고 있다. 동계 올림픽 대회에는 참가하고 있지 않지만, 1992년 알베르빌 동계올림픽에서 모하메드 하디드 선수가 시범종목이던 스피드스케이팅에 출전한 적이 있다.
1957년 국가 올림픽 위원회인 요르단 올림픽 위원회가 창설되었으며 1963년 국제올림픽위원회로부터 승인받았다. 오늘날 요르단 올림픽 위원회 회장은 파이살 빈 알 후세인 왕세자가 맡고 있다.
1988년 서울 올림픽에서 사메르 카말 선수와 이흐산 아부셰이하 선수가 동메달을 획득한 적이 있으나, 당시 태권도는 시범종목이었던 관계로 정식 메달 기록으로는 인정되지 않는다.
2016년 리우데자네이루 올림픽에서 아흐마드 아부가우시 선수가 태권도 남자 68kg급 경기에서 금메달을 차지하며 고국에 첫 메달을 안겼다. 2020년 도쿄 올림픽에서는 태권도 남자 80kg 경기에서 살레 알샤바라티 선수가 은메달을, 동메달을 획득하였으며, 가라테 남자 67kg 경기에서는 압델라만 알마사트파 선수가 은메달을 획득하였다.

## 메달 기록

### 하계 올림픽
| 대회                  | 선수      | 금메달 | 은메달 | 동메 | 총합 | 순위 |
| 1980년 모스크바       | 4         | 0      | 0      | 0    | 0    | –    |
| 1984년 로스앤젤레스   | 5         | 0      | 0      | 0    | 0    | –    |
| 1988년 서울           | 3         | 0      | 0      | 0    | 0    | –    |
| 1992년 바르셀로나     | 5         | 0      | 0      | 0    | 0    | –    |
| 1996년 애틀랜타       | 5         | 0      | 0      | 0    | 0    | –    |
| 2000년 시드니         | 6         | 0      | 0      | 0    | 0    | –    |
| 2004년 아테네         | 5         | 0      | 0      | 0    | 0    | –    |
| 2008년 베이징         | 6         | 0      | 0      | 0    | 0    | –    |
| 2012년 런던           | 9         | 0      | 0      | 0    | 0    | –    |
| 2016년 리우데자네이루 | 8         | 1      | 0      | 0    | 1    | 54   |
| 2020년 도쿄           | 14        | 0      | 1      | 1    | 2    | 74   |
| 2024년 파리           | 개최 예정 |        |        |      |      |      |
| 2028년 로스앤젤레스   | 개최 예정 |        |        |      |      |      |
| 2032년 브리즈번       | 개최 예정 |        |        |      |      |      |
| 총합                  | 총합      | 1      | 1      | 1    | 3    | 105  |

### 종목별 메달 집계
| 종목       | 금 | 은 | 동 | 합계 |
| ---------- | -- | -- | -- | ---- |
| 태권도     | 1  | 1  | 0  | 2    |
| 가라테     | 0  | 0  | 1  | 1    |
| 합계 (2개) | 1  | 1  | 1  | 3    |

## 역대 메달리스트
| 메달   | 선수                | 대회                  | 종목   | 세부종목  |
| ------ | ------------------- | --------------------- | ------ | --------- |
| 금메달 | 아흐마드 아부가우시 | 2016년 리우데자네이루 | 태권도 | 남자 68kg |
| 은메달 | 살레 알샤라바티     | 2020년 도쿄           | 태권도 | 남자 80kg |
| 동메달 | 압델라만 알마사트파 | 2020년 도쿄           | 가라테 | 남자 67kg |

## 같이 보기
- 요르단의 올림픽 기수 목록
- 패럴림픽 요르단 선수단
- 아시안 게임 요르단 선수단